# TOKYOアフタヌーンサプリ
TOKYOアフタヌーンサプリ（とうきょうアフタヌーンサプリ）は、2004年10月4日から2006年6月30日までの間、東京メトロポリタンテレビジョンで、平日午後枠に放送されていた昼の情報番組である。朝の情報番組「TOKYOモーニングサプリ」とは姉妹関係であった。

## 放送時間
- 2004年10月04日 – 200603月31日 14:00–14:30
- 2006年04月03日 – 200606月30日 12:00–13:00

祝日は放送休止。

## 番組概要
「TOKYOアフタヌーンサプリ」は以前は平日14時開始だったが、枠移動で正午開始となり1時間番組となった。但し実情は30分番組を2回繰り返すものであったが、2回目は時間の関係上項目が飛ばされたりすることもあった。（2回目は録画の再放送だというのは誤りである。）
東京メトロポリタンテレビジョン（当時、東京MXテレビ）の12時台は、本来「東京NEWS」というローカルニュースが放送されていた。ところが、編成の方針変更により、昼の時間は一時期「ヒーリングタイム」という文字ニュースを流さざるを得なかった。このような状況が続く中、他の南関東のUHF局（テレビ神奈川（tvk）、千葉テレビ放送（ちばテレビ）、テレビ埼玉）と共同で首都圏ネット4を結成し、平日朝8時から30分間は「TOKYOモーニングサプリ」を同時ネットし、昼12時台は、テレビ埼玉、tvkの番組を同時ネットしていた（朝6時～6時30分枠も同様に、ちばテレビの番組をネットしていた）。
ところが突然の方針変更により、東京MXテレビは首都圏ネット4の他の3局の番組を打ち切った。これにより他の3局も規定により、「TOKYOモーニングサプリ」のネットを打ち切った。そのため、この番組が正午枠に枠移動された。
2006年7月に東京MXテレビが江東区青海のテレコムセンターから千代田区半蔵門へ本社機能が移転するのに伴って、6月30日をもって放送を終了した。

## 番組内容
最新ニュース・天気予報・交通情報、「TOKYOモーニングサプリ」で放送していた東京情報リポート・NY通信コーナー・芸能サプリのリピート放送をしていた。

## キャスター
- 主に古賀久美子が担当していた。場合によっては、小泉恵未や奥沢優美が担当する場合もあった。